# تام داردیس
تام داردیس (انگلیسی: Tom Dardis؛ ‏ – ۱ ژانویهٔ ۲۰۰۱) نویسنده و ویراستار آمریکایی لس آنجلس تایمز، وال‌استریت جورنال و نیویورک تایمز بود. وی استاد دانشگاه آدلفی و دانشگاه شهری نیویورک و همچنین نویسندهٔ زندگی‌نامه هارولد لوید و باستر کیتون بود.